# Europejskie Igrzyska Halowe w Lekkoatletyce 1967
II Europejskie Igrzyska Halowe odbyły się 11-12 marca 1967 w Pradze w Sportovní hala.

## Mężczyźni

### konkurencje biegowe
| konkurencja                            | złoto                                                                         | złoto  | srebro                                                                            | srebro | brąz                                                                             | brąz   |
| -------------------------------------- | ----------------------------------------------------------------------------- | ------ | --------------------------------------------------------------------------------- | ------ | -------------------------------------------------------------------------------- | ------ |
| Bieg na 50 m (szczegóły)               | Pasquale Giannattasio · Włochy                                                | 5,7    | Aleksandr Lebiediew · ZSRR                                                        | 5,8    | Wiktor Kasatkin · ZSRR                                                           | 5,9    |
| Bieg na 400 m (szczegóły)              | Manfred Kinder · RFN                                                          | 48,4   | Hartmut Koch · NRD                                                                | 48,6   | Mykoła Szkarnikow · ZSRR                                                         | 50,4   |
| Bieg na 800 m (szczegóły)              | Noel Carroll · Irlandia                                                       | 1:49,6 | Tomáš Jungwirth · Czechosłowacja                                                  | 1:49,8 | Jan Kasal · Czechosłowacja                                                       | 1:50,0 |
| Bieg na 1500 m (szczegóły)             | John Whetton · Wielka Brytania                                                | 3:48,7 | Josef Odložil · Czechosłowacja                                                    | 3:49,6 | Stanislav Hoffman · Czechosłowacja                                               | 3:50,5 |
| Bieg na 3000 m (szczegóły)             | Werner Girke · RFN                                                            | 7:58,6 | Raszyd Szarafietdinow · ZSRR                                                      | 7:59,0 | Lajos Mecser · Węgry                                                             | 8:00,6 |
| Bieg na 50 m przez płotki (szczegóły)  | Eddy Ottoz · Włochy                                                           | 6,4 WR | Walentin Czistiakow · ZSRR                                                        | 6,6    | Anatolij Michajłow · ZSRR                                                        | 6,7    |
| Sztafeta 4 × 2 okrążenia (szczegóły)   | ZSRR · Nikołaj Iwanow · Wasyl Anisimow · Aleksandr Bratczikow · Borys Sawczuk | 2:18,0 | Polska · Edward Romanowski · Jan Balachowski · Edmund Borowski · Tadeusz Jaworski | 2:20,2 | Czechosłowacja · Jaromír Haisl · Josef Hegyes · František Ortman · Josef Trousil | 2:20,5 |
| Sztafeta 1+2+3+4 okrążenia (szczegóły) | RFN · Gert Metz · Horst Haßlinger · Rolf Krüsmann · Manfred Hanika            | 3:06,6 | ZSRR · Borys Sawczuk · Wasyl Anisimow · Aleksandr Bratczikow · Walerij Frołow     | 3:06,9 | Czechosłowacja · Jiří Kynos · Ladislav Kříž · Pavel Hruška · Pavel Pěnkava       | 3:08,8 |
| Sztafeta 3 × 1000 m (szczegóły)        | RFN · Klaus Prenner · Wolf-Jochen Schulte-Hillen · Franz-Josef Kemper         | 7;19,6 | Czechosłowacja · Pavel Hruška · Pavel Pěnkava · Petr Bláha                        | 3:06,9 | ZSRR · Remir Mitrofanow · Stanisław Simbircew · Michaił Żełobowski               | 3:08,8 |

### konkurencje techniczne
| konkurencja                | złoto                           | złoto | srebro                    | srebro | brąz                           | brąz  |
| -------------------------- | ------------------------------- | ----- | ------------------------- | ------ | ------------------------------ | ----- |
| Skok wzwyż (szczegóły)     | Anatolij Moroz · ZSRR           | 2,14  | Henry Elliott · Francja   | 2,14   | Rudolf Baudis · Czechosłowacja | 2,11  |
| Skok o tyczce (szczegóły)  | Igor Feld · ZSRR                | 5,00  | Hennadij Błyznecow · ZSRR | 4,90   | Wolfgang Nordwig · NRD         | 4,90  |
| Skok w dal (szczegóły)     | Lynn Davies · Wielka Brytania   | 7,85  | Łeonid Barkowski · ZSRR   | 7,85   | Andrzej Stalmach · Polska      | 7,74  |
| Trójskok (szczegóły)       | Petr Nemšovský · Czechosłowacja | 16,57 | Henrik Kalocsai · Węgry   | 16,45  | Aleksandr Zołotariow · ZSRR    | 16,40 |
| Pchnięcie kulą (szczegóły) | Nikołaj Karasiow · ZSRR         | 19,26 | Eduard Guszczin · ZSRR    | 18,96  | Władysław Komar · Polska       | 18,85 |

## Kobiety

### konkurencje biegowe
| konkurencja                            | złoto                                                                                | złoto  | srebro                                                                         | srebro | brąz                                                                | brąz   |
| -------------------------------------- | ------------------------------------------------------------------------------------ | ------ | ------------------------------------------------------------------------------ | ------ | ------------------------------------------------------------------- | ------ |
| Bieg na 50 m (szczegóły)               | Margit Nemesházi · Węgry                                                             | 6,3    | Karin Wallgren · Szwecja                                                       | 6,4    | Galina Bucharina · ZSRR                                             | 6,5    |
| Bieg na 400 m (szczegóły)              | Karin Wallgren · Szwecja                                                             | 55,7   | Lia Louer · Holandia                                                           | 56,7   | Ljiljana Petnjarić · Jugosławia                                     | 57,3   |
| Bieg na 800 m (szczegóły)              | Karin Kessler · RFN                                                                  | 2:08,2 | Maryvonne Dupureur · Francja                                                   | 2:09,6 | Walentina Łukjanowa · ZSRR                                          | 2:10,5 |
| Bieg na 50 m przez płotki (szczegóły)  | Karin Balzer · NRD                                                                   | 6,9 WR | Vlasta Seifertová · Czechosłowacja                                             | 7,0    | Inge Schell · RFN                                                   | 7,1    |
| Sztafeta 4 × 1 okrążenie (szczegóły)   | ZSRR · Wałentyna Bolszowa · Galina Bucharina · Tatjana Tałyszewa · Wira Popkowa      | 1:12,4 | Czechosłowacja · Eva Putnová · Vlasta Seifertová · Eva Kucmanová · Eva Lehocká | 1:14,0 | NRD · Regina Höfer · Petra Zörner · Renate Meißner · Brigitte Geyer | 1:14,1 |
| Sztafeta 1+2+3+4 okrążenia (szczegóły) | ZSRR · Wałentyna Bolszowa · Wira Popkowa · Tatjana Arnautowa · Nadieżda Sieropiegina | 3:35,6 | Jugosławia · Marijana Lubej · Ika Maričić · Ljiljana Petnjarić · Gizela Farkaš | 3:37,5 | --                                                                  | --     |

### konkurencje techniczne
| konkurencja                | złoto                       | złoto | srebro                          | srebro | brąz                               | brąz  |
| -------------------------- | --------------------------- | ----- | ------------------------------- | ------ | ---------------------------------- | ----- |
| Skok wzwyż (szczegóły)     | Taisija Czenczik · ZSRR     | 1,76  | Linda Knowles · Wielka Brytania | 1,73   | Jaroslava Kralová · Czechosłowacja | 1,70  |
| Skok w dal (szczegóły)     | Berit Berthelsen · Norwegia | 6,51  | Heide Rosendahl · RFN           | 6,41   | Viorica Viscopoleanu · Rumunia     | 6,40  |
| Pchnięcie kulą (szczegóły) | Nadieżda Cziżowa · ZSRR     | 17,44 | Iwanka Christowa · Bułgaria     | 16,55  | Maria Czorbowa · Bułgaria          | 16,23 |

## Klasyfikacja medalowa
*   Gospodarz ( Czechosłowacja)
| Miejsce | Reprezentacja   | Złoto | Srebro | Brąz | Razem |
| ------- | --------------- | ----- | ------ | ---- | ----- |
| 1       | ZSRR            | 8     | 7      | 7    | 22    |
| 2       | Niemcy          | 5     | 1      | 1    | 7     |
| 3       | Wielka Brytania | 2     | 1      | 0    | 3     |
| 4       | Włochy          | 2     | 0      | 0    | 2     |
| 5       | Czechosłowacja* | 1     | 5      | 6    | 12    |
| 6       | Niemcy          | 1     | 1      | 2    | 4     |
| 7       | Węgry           | 1     | 1      | 1    | 3     |
| 8       | Szwecja         | 1     | 1      | 0    | 2     |
| 9       | Irlandia        | 1     | 0      | 0    | 1     |
| 9       | Norwegia        | 1     | 0      | 0    | 1     |
| 11      | Francja         | 0     | 2      | 0    | 2     |
| 12      | Polska          | 0     | 1      | 2    | 3     |
| 13      | Jugosławia      | 0     | 1      | 1    | 2     |
| 13      | Bułgaria        | 0     | 1      | 1    | 2     |
| 15      | Holandia        | 0     | 1      | 0    | 1     |
| 16      | Rumunia         | 0     | 0      | 1    | 1     |
| Razem   | Razem           | 23    | 23     | 22   | 68    |

## Objaśnienia skrótów
WR - rekord świata